# Lotta greco-romana ai Giochi della XXVIII Olimpiade - 74 kg
Il torneo si è svolto il 25 e il 26 agosto.
Legenda:
- TO — Vittoria per KO
- SP — Vittoria di superiorità, 10 punti di differenza, sconfitto con punti
- ST — Vittoria di superiorità, 10 punti di differenza, sconfitto senza punti
- PP — Vittoria ai punti, sconfitto con punti tecnici
- PO — Vittoria ai punti, sconfitto senza punti tecnici
- PA — Vittoria per squalifica dell'avversario
- DQ — Vittoria per rinuncia dell'avversario
- CP — Punti di classifica
- TP — Punti tecnici

## Gironi di qualificazione

### Girone 1
| Posizione | Lottatore            | Paese         | W | L | CP | TP |
| --------- | -------------------- | ------------- | - | - | -- | -- |
| 1         | Filiberto Azcuy      | Cuba          | 2 | 0 | 6  | 12 |
| 2         | Choi Duk-Hoon        | Corea del Sud | 1 | 1 | 4  | 8  |
| 3         | Radoslaw Truszkowski | Polonia       | 0 | 2 | 1  | 1  |

| Rosso                | Blu                  | CP  |    | TP  |
| -------------------- | -------------------- | --- | -- | --- |
| Filiberto Azcuy      | Choi Duk-Hoon        | 3-1 | PP | 6-2 |
| Radoslaw Truszkowski | Filiberto Azcuy      | 0-3 | PO | 0-6 |
| Choi Duk-Hoon        | Radoslaw Truszkowski | 3-1 | PP | 6-1 |

### Girone 2
| Posizione | Lottatore            | Paese        | W | L | CP | TP |
| --------- | -------------------- | ------------ | - | - | -- | -- |
| 1         | Marko Yli-Hannuksela | Finlandia    | 2 | 0 | 6  | 7  |
| 2         | Daniar Kobonov       | Kirghizistan | 1 | 1 | 3  | 3  |
| 3         | Katsuhiko Nagata     | Giappone     | 0 | 2 | 1  | 2  |

| Rosso                | Blu                  | CP  |    | TP  |
| -------------------- | -------------------- | --- | -- | --- |
| Katsuhiko Nagata     | Daniar Kobonov       | 1-3 | PP | 2-3 |
| Marko Yli-Hannuksela | Katsuhiko Nagata     | 3-0 | PO | 3-0 |
| Daniar Kobonov       | Marko Yli-Hannuksela | 0-3 | PO | 0-4 |

### Girone 3
| Posizione | Lottatore           | Paese       | W | L | CP | TP |
| --------- | ------------------- | ----------- | - | - | -- | -- |
| 1         | Reto Bucher         | Svizzera    | 2 | 0 | 6  | 9  |
| 2         | Sai Yinjiya         | Cina        | 1 | 1 | 4  | 7  |
| 3         | Aliaksandr Kikiniou | Bielorussia | 0 | 2 | 2  | 5  |

| Rosso               | Blu                 | CP  |    | TP  |
| ------------------- | ------------------- | --- | -- | --- |
| Aliaksandr Kikiniou | Sai Yinjiya         | 1-3 | PP | 3-5 |
| Reto Bucher         | Aliaksandr Kikiniou | 3-1 | PP | 3-2 |
| Sai Yinjiya         | Reto Bucher         | 1-3 | PP | 2-6 |

### Girone 4
| Posizione | Lottatore            | Paese      | W | L | CP | TP |
| --------- | -------------------- | ---------- | - | - | -- | -- |
| 1         | Danil Khalimov       | Kazakistan | 2 | 0 | 6  | 11 |
| 2         | Alberto Jose Recuero | Spagna     | 1 | 1 | 5  | 4  |
| 3         | Yasha Manasherov     | Israele    | 0 | 2 | 0  | 0  |

| Rosso                | Blu                  | CP  |    | TP   |
| -------------------- | -------------------- | --- | -- | ---- |
| Danil Khalimov       | Yasha Manasherov     | 3-0 | PO | 8-0  |
| Alberto Jose Recuero | Danil Khalimov       | 1-3 | PP | 2-3  |
| Yasha Manasherov     | Alberto Jose Recuero | 0-4 | TO | 2:38 |

### Girone 5
| Posizione | Lottatore             | Paese    | W | L | CP | TP |
| --------- | --------------------- | -------- | - | - | -- | -- |
| 1         | Varteres Samourgachev | Russia   | 3 | 0 | 9  | 21 |
| 2         | Konstantin Schneider  | Germania | 2 | 1 | 8  | 11 |
| 3         | Volodymyr Shatskykh   | Ucraina  | 1 | 2 | 4  | 0  |
| 4         | Mohammad Babulfath    | Svezia   | 0 | 3 | 0  | 0  |

| Rosso                 | Blu                   | CP  |    | TP   |
| --------------------- | --------------------- | --- | -- | ---- |
| Mohammad Babulfath    | Konstantin Schneider  | 0-3 | PO | 0-4  |
| Varteres Samourgachev | Volodymyr Shatskykh   | 3-0 | PO | 4-0  |
| Mohammad Babulfath    | Varteres Samourgachev | 0-3 | PO | 0-9  |
| Konstantin Schneider  | Volodymyr Shatskykh   | 4-0 | TO | 3:25 |
| Mohammad Babulfath    | Volodymyr Shatskykh   | 0-4 | PA |      |
| Konstantin Schneider  | Varteres Samourgachev | 1-3 | PP | 3-8  |

### Girone 6
| Posizione | Lottatore              | Paese       | W | L | CP | TP |
| --------- | ---------------------- | ----------- | - | - | -- | -- |
| 1         | Alexandr Dokturishvili | Uzbekistan  | 3 | 0 | 9  | 16 |
| 2         | Tamas Berzicza         | Ungheria    | 2 | 1 | 8  | 5  |
| 3         | Alexios Kolitsopoulos  | Grecia      | 1 | 2 | 4  | 6  |
| 4         | Vugar Aslanov          | Azerbaigian | 0 | 3 | 1  | 2  |

| Rosso                  | Blu                    | CP  |    | TP  |
| ---------------------- | ---------------------- | --- | -- | --- |
| Vugar Aslanov          | Alexios Kolitsopoulos  | 1-3 | PP | 2-2 |
| Alexandr Dokturishvili | Tamas Berzicza         | 3-1 | PP | 4-2 |
| Vugar Aslanov          | Alexandr Dokturishvili | 0-3 | PO | 0-4 |
| Alexios Kolitsopoulos  | Tamas Berzicza         | 0-3 | PO | 0-3 |
| Vugar Aslanov          | Tamas Berzicza         | 0-4 | PA |     |
| Alexios Kolitsopoulos  | Alexandr Dokturishvili | 1-3 | PP | 4-8 |

## Tabellone a eliminazione
|  | Quarti di finale       | Quarti di finale       |                           |                           | Semifinali            | Semifinali |  |  | Finale         | Finale |
|  |                        |                        |                           |                           |                       |            |  |  |                |        |
|  | 25 agosto 2004         |                        |                           |                           |                       |            |  |  |                |        |
|  |                        |                        |                           |                           |                       |            |  |  |                |        |
|  | Filiberto Azcuy        | 1                      |                           |                           |                       |            |  |  |                |        |
|  | Filiberto Azcuy        | 1                      | 26 agosto 2004            |                           |                       |            |  |  |                |        |
|  | Marko Yli-Hannuksela   | 3                      |                           |                           |                       |            |  |  |                |        |
|  | Marko Yli-Hannuksela   | 3                      | Marko Yli-Hannuksela      | 3                         |                       |            |  |  |                |        |
|  | 25 agosto 2004         |                        | Marko Yli-Hannuksela      | 3                         |                       |            |  |  |                |        |
|  |                        | Reto Bucher            | 0                         |                           |                       |            |  |  |                |        |
|  | Reto Bucher            | Reto Bucher            | 0                         | 3                         |                       |            |  |  |                |        |
|  | Reto Bucher            |                        | 26 agosto 2004            | 3                         |                       |            |  |  |                |        |
|  | Danil Khalimov         | 0                      |                           |                           |                       |            |  |  |                |        |
|  | Danil Khalimov         | 0                      | Marko Yli-Hannuksela      | 1                         |                       |            |  |  |                |        |
|  | 25 agosto 2004         |                        | Marko Yli-Hannuksela      | 1                         |                       |            |  |  |                |        |
|  |                        | Alexandr Dokturishvili | 4                         |                           |                       |            |  |  |                |        |
|  | Varteres Samourgachev  | Alexandr Dokturishvili | 4                         |                           |                       |            |  |  |                |        |
|  | 26 agosto 2004         |                        |                           |                           |                       |            |  |  |                |        |
|  | bye                    |                        |                           |                           |                       |            |  |  |                |        |
|  | Varteres Samourgachev  | 2                      | Finale per il terzo posto | Finale per il terzo posto |                       |            |  |  |                |        |
|  | Varteres Samourgachev  | 2                      | Finale per il terzo posto | Finale per il terzo posto | 25 agosto 2004        |            |  |  |                |        |
|  |                        | Alexandr Dokturishvili | 5                         |                           |                       |            |  |  |                |        |
|  | Alexandr Dokturishvili | Alexandr Dokturishvili | 5                         |                           | Varteres Samourgachev | 10         |  |  |                |        |
|  | Alexandr Dokturishvili |                        |                           |                           | Varteres Samourgachev | 10         |  |  |                |        |
|  | bye                    |                        |                           | Reto Bucher               | 0                     |            |  |  |                |        |
|  | bye                    |                        |                           | Reto Bucher               | 0                     |            |  |  |                |        |
|  |                        |                        |                           |                           |                       |            |  |  | 26 agosto 2004 |        |
|  |                        |                        |                           |                           |                       |            |  |  |                |        |